# مرجاس وبري الساق
مرجاس وبري الساق (الاسم العلمي:Auriscalpium villipes) هو نوع من الفطريات يتبع جنس المرجاس من الفصيلة المرجاسية.